# Olivetti P6060

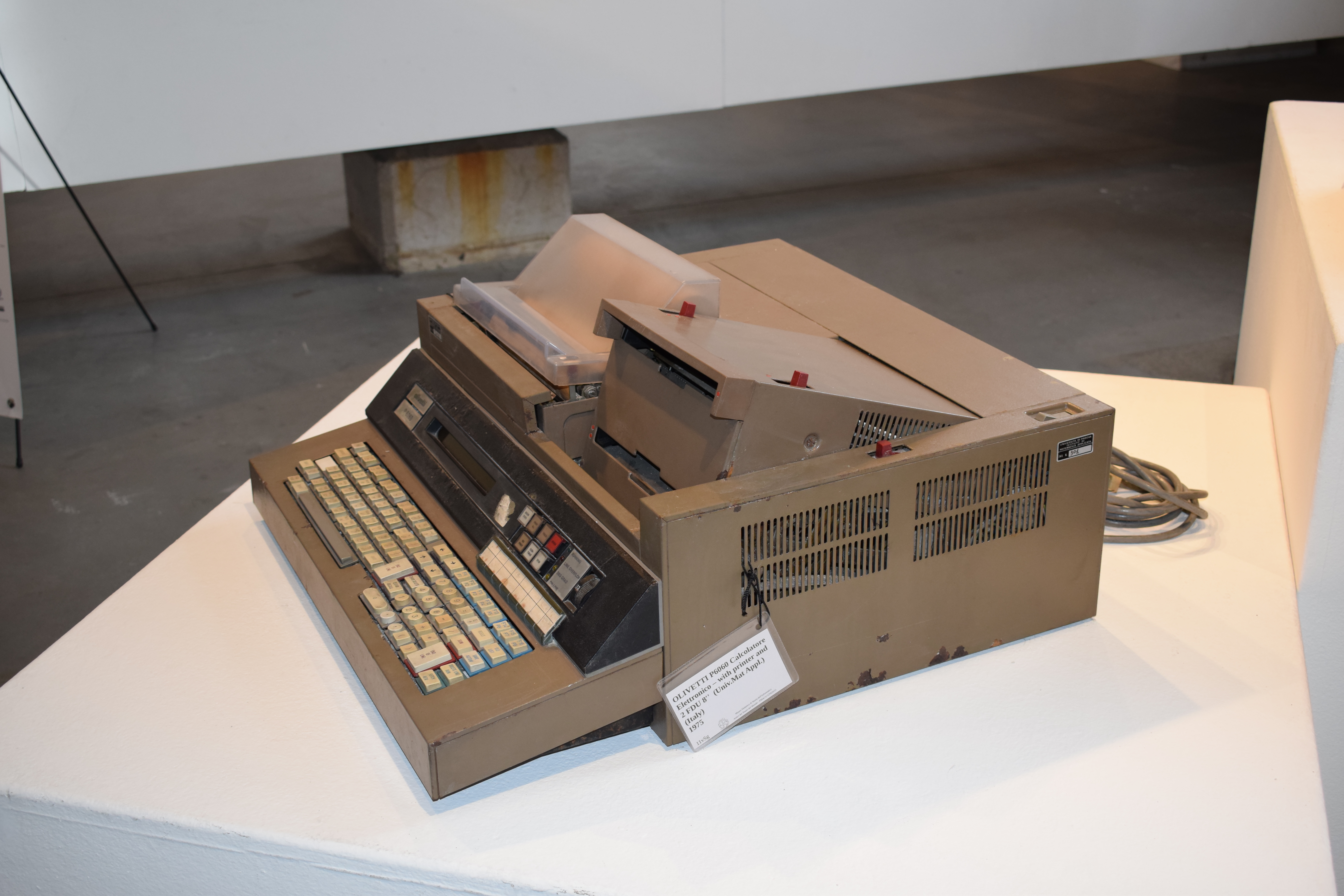
Vista laterale

L'Olivetti P6060 è un personal computer a target scientifico prodotto da Olivetti negli anni settanta, la cui presentazione ufficiale, insieme al P6040, avvenne alla fiera di Hannover nell'aprile 1975. Disponeva di un sistema operativo con interprete BASIC proprietario Olivetti. La linea di montaggio era ubicata negli stabilimenti Olivetti di Scarmagno, alcuni moduli costituenti sottoinsiemi della macchina, come la stampante o il lettore di floppy disk, erano realizzati negli stabilimenti di San Bernardo d'Ivrea.

## Descrizione
L'ingegnerizzazione dell'Olivetti P6060 fu curata da Pier Giorgio Perotto, lo stesso progettista della Olivetti Programma 101, il primo calcolatore programmabile da tavolo di sempre, e fu pensata per racchiudere in un personal computer tutto ciò che serve al suo utilizzatore, integrando nella macchina, oltre alla stampante, anche il lettore floppy; fu il primo personal al mondo ad avere quest'unità integrata al suo interno. La carrozzeria era in lamiera verniciata a polvere, un design a spigoli vivi, di colore marrone ad eccezione della piccola consolle di colore nero, sopra la tastiera.
Le misure, 60 × 60 cm di base e 25 cm di altezza, permettevano di posizionarlo agevolmente sopra una scrivania. Il peso, non indifferente (a differenza del modello alternativo Olivetti P6040 da 7,8 kg), supera i 50 kg. Una scelta particolarmente poco felice durante la fase di ingegnerizzazione era costituita dalla posizione dell'interruttore di accensione, di tipo basculante, posizionato sul lato superiore in posizione arretrata: poteva succedere che un collega di lavoro si appoggiasse inavvertitamente sulla zona dell'interruttore, spegnendo la macchina, se si era intenti a programmare, venivano perse le righe di programma immesse da tastiera dopo l'ultimo salvataggio.

## I blocchi costituenti il P6060
AlimentatoreNome in codice "ALI200", in tecnologia switching a componenti discreti, da 200 watt di potenza, con ventola di 120 mm alimentata a 220 V.
Lettore floppyEra disponibile singolo o doppio, per dischetti da 8 pollici, della capacità di 256 kB.
ConsolleComprendeva un display al plasma da 32 caratteri alfanumerici colore arancio, alti un quarto di pollice, i cui pixel erano accesi da una tensione ausiliaria di 110 volt, era fornito dal costruttore giapponese NEC. Sette pulsanti ad effetto Hall dotati di lampada interna ad incandescenza alimentata a 5 volt attivavano funzioni speciali. Un piccolo altoparlante con funzioni di cicalino e un selettore per impostare il numero di decimali da visualizzare dopo la virgola, nelle funzioni matematiche.
TastieraComprendeva una sezione algebrica per le funzioni matematiche; per agevolare la programmazione, aveva le principali istruzioni BASIC incise per esteso direttamente su alcuni tasti alfanumerici, la tecnologia dei tasti era meccanica, il contatto elettrico era effettuato da un sofisticato meccanismo a scatto dotato di sottili lamine multiple placcate in oro.
StampanteIntegrata nella macchina, adottava una testina termica ceramica, costituita da 7 resistori puntiformi disposti in fila, determinanti l'interasse delle colonne costituenti il carattere alfanumerico (5×7) impresso sulla carta. Stampa su 80 colonne a 80 caratteri al secondo), con funzioni grafiche, in pratica un plotter digitale a matrice di punti, disposti su 392 righe e 560 colonne, la carta era in formato rullo.
Schede logicheQueste, tutte di identica misura, realizzate in vetronite, erano inserite ad innesto, in un cestello metallico rettangolare dotato di ventola di raffreddamento alimentata a 220 volt, denominato "pacco logico", contenente sul fondo un Bus costituito da connettori femmina, atti a ricevere le terminaliere delle piastre costituite da piazzuole metallizzate placcate in oro. L'unità centrale, realizzata su due piastre distinte, nome in codice "PUCE1/PUCE2", realizzata interamente con IC della famiglia TTL denominata UC1009, la stessa utilizzata sulla famiglia di terminali "intelligenti" TC800, i quali avevano in comune anche le schede RAM. Il circuito di governo del lettore floppy, anch'esso realizzato su due piastre, nome in codice "FLOA/FLOB", una piastra di memoria RAM dinamica, con capacità di 32 o 64 kB, con chip in package Dual In Line MK4096 MOSTEK (4096×1 bit). A richiesta, era disponibile una scheda di interfaccia IEEE 488 (HP-IB), in grado di gestire plotter e strumenti di misura. In seguito fu disponibile una scheda (governo video), adatta a pilotare un monitor monocromatico a fosfori verdi o arancio, di 41 linee di testo su 80 colonne, con funzioni grafiche (DSM6680).

## Espansioni
Il sistema poteva includere una stampante esterna, solitamente era preferita la PR1370, una veloce stampante ad aghi su modulo continuo dello stesso costruttore, ma era anche molto diffusa la PR1350, meno prestante. La memoria di massa poteva essere costituita da un disco rigido (Diablo, Control Data o della stessa Olivetti) da 5 MB, fisso o amovibile, successivamente fu disponibile anche la versione con capienza di 10 MB.

## Sistema operativo
Il sistema operativo era proprietario, indissociabile dal linguaggio BASIC. All'interno del linguaggio di programmazione utilizzato (una versione del BASIC), era prevista la possibilità di gestire dei file sequenziali indicizzati, cosa che lo rendeva uno strumento adatto all'uso professionale. Concepito da Olivetti per l'utilizzo in applicazioni tecniche e scientifiche, questo sistema è stato utilizzato spesso anche per applicazioni gestionali.
Per l'utilizzo didattico sul P6060 furono sviluppati un assembler di tipo IBM 360 e, nel centro di ricerca e sviluppo Olivetti di Pisa nel 1977-1978 un linker.

## Evoluzione
Nel 1978, il P6060 sarà rimpiazzato dal P6066, le differenze sono solo prestazionali, l'aspetto è quasi identico; sulle linee di montaggio nello stabilimento di Scarmagno è soprannominato "il fantasma del P60", per via del colore bianco latte, a differenza del precedente, color marrone. I prodotti successivi saranno l'M20, che avrà poco successo, e poi l'M24 nel 1984.